# Efeitos da meditação

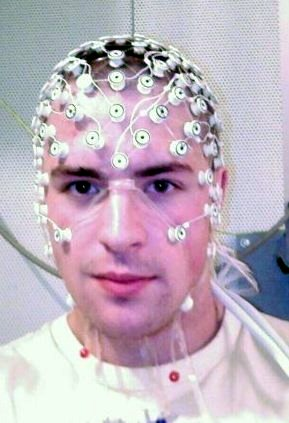
A eletroencefalografia tem sido usada para investigações sobre meditação.

Os efeitos psicológicos e fisiológicos da meditação têm sido estudados. Nos últimos anos, os estudos sobre meditação têm envolvido cada vez mais o uso de instrumentos modernos, como a ressonância magnética funcional e a eletroencefalografia, que são capazes de observar a fisiologia cerebral e a atividade neural em sujeitos vivos, seja durante o próprio ato de meditação ou antes e depois da meditaçao. Assim, podem ser estabelecidas correlações entre práticas meditativas e estrutura ou função cerebral.
Desde a década de 1950, centenas de estudos sobre meditação foram realizados, mas muitos dos primeiros estudos eram falhos e, portanto, produziram resultados não confiáveis. Outro importante artigo de revisão também alertou sobre possíveis informações erradas e interpretações erróneas de dados relacionados ao assunto. Estudos contemporâneos têm tentado resolver muitas destas falhas na esperança de orientar a investigação atual para um caminho mais frutífero.
No entanto, a questão do lugar da meditação nos cuidados de saúde mental está longe de ser resolvida e não existe um consenso geral entre os especialistas. Embora a meditação seja geralmente considerada útil, a sua superioridade foi contestada em várias meta-análises recentes que mostram apenas tamanhos de efeitos pequenos a moderados. Isto significa que a meditação não é melhor do que as medidas padrão de autocuidado, como sono, exercício, nutrição e relações sociais. É importante ressaltar que tem um perfil de segurança pior do que estas medidas padrão (ver secção sobre efeitos adversos). Uma meta-análise recente também indica que o aumento da atenção plena experimentado pelos pacientes de saúde mental pode não ser o resultado de intervenções explícitas de atenção plena, mas mais um artefacto da sua condição de saúde mental (por exemplo, depressão, ansiedade), uma vez que é igualmente experienciado pelos participantes. que foram colocados na condição de controlo (ex.: controles ativos, lista de espera). Isto levanta outras questões sobre o que exatamente a meditação faz, se é que faz alguma coisa, que seja significativamente diferente do automonitoramento e do autocuidado intensificados que se seguem à recuperação espontânea ou dos efeitos positivos do incentivo e do cuidado que geralmente são fornecidos em ambientes comuns de cuidados de saúde (ver secção sobre as dificuldades no estudo da meditação). Também parece haver uma moderação crítica dos efeitos da meditação de acordo com as diferenças individuais. Numa meta-análise de 2022, envolvendo um total de 7.782 participantes, os investigadores descobriram que um nível basal mais elevado de psicopatologia (por exemplo, depressão) estava associado à deterioração da saúde mental após uma intervenção de meditação e, portanto, era contra-indicado.

## Efeitos da meditação de atenção plena
Um estudo anterior encomendado pela Agência dos EUA para Investigação e Qualidade em Saúde descobriu que as intervenções de meditação reduzem múltiplas dimensões negativas do stresse psicológico. Outras revisões sistemáticas e meta-análises mostram que a meditação atenção plena tem vários benefícios para a saúde mental, como reduzir os sintomas de depressão, melhorias no humor, resiliência ao stresse e controlo da atenção. As intervenções de atenção plena também parecem ser uma intervenção promissora para o tratamento da depressão nos jovens. A meditação de atenção plena é útil para controlar o stresse, ansiedade e também parece ser eficaz no tratamento de transtornos por uso de substâncias. Uma meta-análise recente de Hilton et al. (2016), incluindo 30 ensaios clínicos aleatorizados, encontraram evidências de alta qualidade para a  melhora dos sintomas depressivos. Outros estudos de revisão mostraram que a meditação de atenção plena pode melhorar o funcionamento psicológico de sobreviventes do cancro da mama, é eficaz para pessoas com transtornos alimentares e também pode ser eficaz no tratamento da psicose.
Estudos também mostraram que a ruminação e a preocupação contribuem para doenças mentais como depressão e ansiedade, e as intervenções baseadas na atenção plena são eficazes na redução da preocupação. Alguns estudos sugerem que a meditação de atenção plena contribui para um sentido de identidade e identidade mais coerente e saudável, ao considerar aspetos como sentido de responsabilidade, autenticidade, compaixão, auto-aceitação e carácter.

### Mecanismos cerebrais
O efeito analgésico da meditação mindfulness pode envolver múltiplos mecanismos cerebrais, dos quais a dor crónica apresenta uma pequena diminuição ao realizar a meditação. A investigação atual demonstra uma falta de dados de alta qualidade para apoiar um argumento forte para a prescrição clínica de meditação, no entanto, investigações futuras podem mudar ainda mais a nossa compreensão do tratamento da dor crónica e da atenção plena, mas há poucos estudos para permitir conclusões sobre os seus efeitos na dor crónica.

### Mudanças no cérebro
O ato de meditação consciente cria alterações no cérebro que levam a uma maior capacidade de melhorar as emoções. Num estudo de meditação de atenção plena de 8 semanas, Gotink et al. descobriram que a atividade da amígdala, da ínsula, do córtex cingulado e do hipocampo diminuiu. É importante ressaltar que estas mudanças de curto prazo são frequentemente equiparadas a um cérebro que passa mais tempo a fazer meditação e intervenções de atenção plena, como meses ou anos. Há um benefício claro em realizar meditação consciente, mesmo que por um curto período. Outra meta-análise encontrou evidências preliminares de efeitos no córtex pré-frontal e em outras regiões do cérebro associadas à consciência corporal. No entanto, estes resultados devem ser interpretados com cautela, uma vez que os gráficos de funil indicam que o viés de publicação é um problema na investigação sobre meditação. Uma revisão de 2016 usando 78 estudos de neuroimagem funcional sugere que diferentes estilos de meditação estão associados a diferentes atividades cerebrais. Embora outros estudos tenham descoberto que podem ocorrer mudanças estruturais no cérebro, a maioria dos estudos utilizou uma metodologia fraca.

### Atenção e atenção plena

#### Redes de atenção e meditação de atenção plena
As concetualizações psicológicas e budistas de atenção plena destacam o treino da consciência e da atenção como componentes-chave, nos quais os níveis de atenção plena podem ser cultivados com a prática da meditação de atenção plena. A meditação de atenção focada (FAM) e a meditação de monitoramento aberto (OMM) são tipos distintos de meditação de atenção plena; FAM refere-se à prática de manter atentamente o foco num objeto, enquanto a OMM é a progressão da consciência geral do ambiente enquanto regula os pensamentos.
A meditação da atenção focada é normalmente praticada primeiro para aumentar a capacidade de melhorar a estabilidade da atenção e a consciência dos estados mentais, com o objetivo de fazer a transição para a prática de meditação de monitoramento aberto que enfatiza a capacidade de monitorar as mudanças momento a momento na experiência, sem um foco de atenção para manter. A meditação de atenção plena pode levar a uma maior flexibilidade cognitiva.
Num estudo ativo controlado aleatorizado concluído em 2019, os participantes que praticaram meditação de atenção plena demonstraram uma melhoria maior na consciência e na atenção do que os participantes na condição de controle ativo. Foi demonstrado que o poder de oscilação neural da onda alfa (que normalmente está associada a um estado de alerta em repouso) aumenta pela atenção plena em indivíduos saudáveis e em pacientes.

##### Atenção sustentada
As tarefas de atenção sustentada estão relacionadas com a vigilância e a preparação que auxiliam na conclusão de um objetivo de tarefa específico. A investigação psicológica sobre a relação entre a meditação de atenção plena e a rede de atenção sustentada revelou o seguinte:
- Numa tarefa de desempenho contínuo[51] foi encontrada uma associação entre maior atenção plena disposicional e manutenção mais estável da atenção sustentada.
- Num estudo de eletroencefalografia, o efeito do piscar de olhos foi reduzido e a amplitude do ERP P3b diminuiu num grupo de participantes que completaram um retiro de atenção plena.[52] A incidência do efeito de piscar de atenção reduzido está relacionada a um aumento na detetabilidade de um segundo alvo.
- Um maior grau de recursos atencionais também pode refletir-se em tempos de resposta mais rápidos no desempenho de tarefas, como foi encontrado para participantes com níveis mais elevados de experiência de atenção plena.[53]

#### Atenção seletiva
- A atenção seletiva, ligada à rede de orientação, está envolvida na seleção dos estímulos relevantes a serem atendidos.
- O desempenho na capacidade de limitar a atenção a estímulos potencialmente sensoriais (isto é, atenção seletiva) foi considerado maior após a conclusão de um curso MBSR de oito semanas, em comparação com um retiro de um mês e grupo de controlo (sem treino de atenção plena).[54] A tarefa ANT é uma tarefa de aplicação geral projetada para testar as três redes de atenção, na qual os participantes são obrigados a determinar a direção de uma seta central na tela do computador.[55] A eficiência na orientação que representa a capacidade de atender seletivamente aos estímulos foi calculada examinando as mudanças no tempo de reação que acompanhavam as dicas indicando onde o alvo ocorreu em relação ao auxílio de nenhuma pista.
- Descobriu-se que a experiência de meditação  correlaciona-se negativamente com os tempos de reação em uma tarefa de flanqueamento de Eriksen, medindo respostas a figuras globais e locais. Descobertas semelhantes foram observadas para correlações entre a experiência de atenção plena numa pontuação orientadora de tempos de resposta obtida do desempenho da Tarefa de Rede de Atenção.[56]
- Os participantes que praticaram o exercício Meditation Breath Attention Score (em português: Pontuação de Atenção Respiratória da Meditação) tiveram melhor desempenho em tarefas de anagramas e relataram maior atenção concentrada nesta tarefa em comparação com aqueles que não realizaram este exercício.[57]

##### Atenção de controlo executivo
- A atenção do controlo executivo inclui funções de inibição do processamento consciente de informações que distraem. No contexto da meditação consciente, as informações que distraem estão relacionadas a eventos mentais que chamam a atenção, como pensamentos relacionados com futuro ou com o passado.[58]
- Mais de um estudo relatou descobertas de um efeito Stroop reduzido após o treinamento de meditação de atenção plena.[59][60][61] O efeito Stroop indexa a interferência criada por palavras impressas em cores que diferem do significado semântico lido, por exemplo, verde impresso em vermelho. No entanto, os resultados para esta tarefa não são encontrados de forma consistente.[62][63] Por exemplo, o MBSR pode diferir em quão consciente alguém se torna em relação a uma pessoa que já possui alto nível de atenção plena.[64]
- Usando a Tarefa de Rede de Atenção (uma versão da tarefa flanqueadora de Eriksen[65]), descobriu-se que as pontuações de erros que indicam o desempenho do controlo executivo foram reduzidas em meditadores experientes[66] e após um breve programa de treino de atenção plena de cinco sessões.[60]
- Um estudo de neuroimagem apoia descobertas de investigações comportamentais de que níveis mais elevados de atenção plena estão associados a maior proficiência para inibir informações que distraem. Uma maior ativação do córtex cingulado anterior rostral (ACC) foi demonstrada para meditadores de atenção plena do que controlos correspondentes.[67]
- Os participantes com pelo menos 6 anos de experiência em meditação tiveram melhor desempenho no Teste Stroop em comparação com os participantes que não tiveram experiência em meditar.[68] O grupo de meditadores também teve tempos de reação mais baixos durante este teste do que o grupo de não meditadores.[68]
- Após um teste de Stroop, foi encontrada amplitude reduzida do componente P3 ERP para um grupo de meditação em relação aos participantes de controlo. Isto significa que a meditação de atenção plena melhora as funções de controlo executivo da atenção. Um aumento da amplitude no componente N2 ERP também foi observado no grupo de meditação de atenção plena, pensado para refletir uma discriminação percetiva mais eficiente em estágios iniciais do processamento percetivo.[69]

#### Regulação emocional e atenção plena
A investigação mostra que as práticas de meditação levam a maiores habilidades de regulação emocional. A atenção plena pode ajudar as pessoas a tornarem-se mais conscientes dos pensamentos no momento presente, e este aumento da autoconsciência leva a um melhor processamento e controlo sobre as respostas ao ambiente ou às circunstâncias.
Os efeitos positivos desta maior consciência incluem um maior sentimento de empatia pelos outros, um aumento nos padrões positivos de pensamento e uma redução da ansiedade. Também foram encontradas reduções na ruminação após a prática da meditação de atenção plena, contribuindo para o desenvolvimento do pensamento positivo e do bem-estar emocional.